# رود اعظم
رود اعظم یکی از رودهای فلات مرکزی ایران است که در محدودهٔ حوضهٔ آبریز ابرقو–سیرجان قرار دارد.
رود اعظم از کوه‌های روشن و اسمالزاری در شمال دریاچه طشت نرگس سرچشمه می‌گیرد و سرشاخه‌های آن در نزدیکی شهر حسامی به هم می‌پیوندد. سپس در جهت غرب به شرق جریان می‌یابد و به کویر مروست منتهی می‌شود. طول این رود ۱۴۰ کیلومتر و مساحت حوضهٔ آبریز آن حدود ۱۷۳۳ کیلومتر مربع است.